# Jem (Musikproduzent)
Peter „Jem“ Seifert ist ein deutscher Musikproduzent. Der dreifache Echo-Gewinner arbeitete als Produzent, Mixer und Songwriter für Künstler wie Udo Lindenberg, Andreas Bourani, Michael Patrick Kelly, Wincent Weiss und Ray Dalton.

## Werdegang
Peter Seifert startete seine Musikkarriere als Sänger und Gitarrist der Band JEM, in der er bis 1999 aktiv war. Daraus ergab sich sein Pseudonym „Jem“, unter dem er bis heute als Produzent, Mixer und Songwriter aktiv ist.
Während seiner Ausbildung zum Toningenieur in den Skyline Studios in Düsseldorf, von 1996 bis 1998, arbeitete er mit Produzenten wie Olaf Opal, Moses Schneider, Alex Silva oder Andy Gill für unter anderem Künstlern wie Herbert Grönemeyer, Liquido, Miles, HIM oder die Sportfreunde Stiller, seit 1999 ist Peter „Jem“ Seifert als selbstständiger Musikproduzent, Mixer und Songwriter in Studios in ganz Deutschland tätig.
Liquidos Narcotic war der erste Hit mit Jems Beteiligung: an der Seite von Produzent Olaf Opal spielte er Bass und war als Aufnahmeingenieur und Mixer tätig.
Im Jahr 2000 mixte Jem Reamonns Supergirl. In der Zeit von 2000 bis 2002 folgten Produktionen und Mixe für Bands und Künstler wie u. a. Naked Lunch, Miles, Pia Lund, Readymade, HIM, Guano Apes, die Sportfreunde Stiller, Metrophonics, Phillip Boa & The Voodooclub sowie Aufnahmen für Trance Groove bei Manfred Praeker in Monchique (Portugal).
Im Jahr 2002 wurde Jem Partner von Jürgen Dahmen im Blacksheep Studio, Neuss.
In der Zeit von 2003 bis 2006 schließen sich Produktionen und Mixe für Künstler und Bands wie Donots, Virginia Jetzt!, Angelika Express, Monta, Roman Fischer, Klee, Such A Surge, Madsen, Juli, Muff Potter, Tele, Roman Fischer, Winson und das Solo-Debüt von Guano-Apes-Sängerin Sandra Nasic an, für die Jem in Studios in ganz Deutschland arbeitet.
Neben Produktionen und Mixen für Jennifer Rostock, Sasha, Klee und Sugarplum Fairy startete im Jahr 2007, gemeinsam mit Henrik Menzel und Andreas Herbig, die Arbeit für Udo Lindenbergs Comeback-Album Stark Wie Zwei im Boogiepark Studio Hamburg, wo Jem gemeinsam mit Udo Lindenberg und Andreas Herbig unter anderem den Song Der Greis ist heiss schrieb.
Daran anschließend folgten 2009 und 2010 Arbeiten für Ich & Ich, Voltaire, Martin and James, Jennifer Rostock, Jochen Distelmeyer, Nena, Mando Diao, Reamonn.
2011 und 2012 produzierte und mixte Jem gemeinsam mit Andreas Herbig und Henrik Menzel Udo Lindenbergs erstes MTV-Unplugged-Album MTV Unplugged – Live aus dem Hotel Atlantic, welches die Spitze der deutschen Album-Charts erreichte, als auch das Debüt-Album „Staub und Fantasie“ von Andreas Bourani, inklusive der Hit-Single Nur in meinem Kopf. Weitere Arbeiten für u. a. Chikinki, Royseven, David Pfeffer, Roman Lob, Jacob Brass u. a. im Abbey Road Studio London, folgten.
2014 produzierte Jem Andreas Bouranis Folge-Album Hey inklusive der Lead-Single Auf Uns.
In den Jahren 2013 und 2014 fanden außerdem Produktionen und Mixe für Christian Steiffen, The Black Keys, Clueso, Max Giesinger, Yvonne Catterfeld, Roger Cicero, Sasha, Christina Stürmer sowie ein Remastering des Backkatalogs von Udo Lindenberg (The Studio-Recordings 1971–2016) statt.
Daran anschließend fand in dem Zeitraum von 2015 und 2016 die Produktion und der Mix von Udo Lindenbergs Stärker als die Zeit (VÖ 2016) statt, inklusive Orchester-Aufnahmen in den Abbey Road Studios, außerdem die Post-Produktion des dazugehörigen Live-Albums Stärker als die Zeit - Live sowie Produktionen und Mixe für Michael Patrick Kelly, Wincent Weiss, Stanfour und Adel Tawil.
Im März 2017 begann die Arbeit an Udo Lindenbergs zweitem MTV Unplugged, das MTV Unplugged 2: Live vom Atlantik (veröffentlicht 2018), mit Gästen wie Jan Delay, Alice Cooper und Angus & Julia Stone.
Es folgten Produktionen und Mixe für Johannes Oerding, Michael Patrick Kelly, Wincent Weiss, Lässing, Benne und Max von Milland, bevor Jem für Klan, Ätna, Die Kerzen, Ina Müller, Christian Steiffen, Die Prinzen und Pietro Lombardi arbeitete sowie für die Udo Lindenberg Filmbiographie Lindenberg! Mach Dein Ding vier neu produzierte Songs beisteuerte.
2021 und 2022 folgten Produktionen und Mixe für Ray Dalton, Michael Patrick Kelly, Tokio Hotel, Ennio, Die Prinzen, Udo Lindenberg, Flo Mega & The Ruffcats, Ibadet Ramadani, Joy Denalane, Benne und Marius Bear.
Seit dem Jahresanfang 2023 arbeitete Jem außerdem u. a. für Tors, Ennio, Maximilian Hecker, Jan Plewka, August August, Christian Steiffen, Das Lumpenpack, Frame The Moon, Angus Powell und Sportfreunde Stiller.

## Auszeichnungen
Jems Produktionen wurden mehrfach Gold- und Platin-ausgezeichnet, außerdem gewann er insgesamt drei Mal den Echo (2010 – Ich + Ich – Gute Reise – Beste Produktion; 2012 für Udo Lindenbergs MTV Unplugged Album & Andreas Bourani mit Staub & Fantasie – Bestes Produzententeam zusammen mit Andreas Herbig und Henrik Menzel und 2017 als Produzent national für das Udo Lindenberg Album Stärker als die Zeit). 2012 gewann er mit der irischen Band Royseven für den Song We Should Be Lovers den Meteor Music Prize Song of the Year 2011.
2021 gewann er den Preis der deutschen Schallplattenkritik in der Kategorie Liedermacher für Helmut Debuts Album Angst legg di Slapen.

## Diskografie (Auswahl)

### Alben
- 1999: Liquido – Liquido (Engineering, Mix)
- 2003: Miles – Don’t Let the Cold in (Produktion, Engineering, Mix)
- 2003: Virginia Jetzt! – Wer hat Angst von Virginia Jetzt!? (Produktion, Mix)
- 2005: Madsen – Madsen (Mix, Engineering)
- 2007: Muff Potter – Steady Fremdkörper (Mix)
- 2008: Klee – Berge versetzen (Add. Produktion, Mix (5Songs))
- 2008: Udo Lindenberg – Stark wie zwei (Co-Production, Engineering, Mix, Musician)
- 2008: Jennifer Rostock – Ins offene Messer (Produktion, Mix)
- 2009: Ich + Ich – Gute Reise (Co-Produktion, Engineering, Mix)
- 2011: Andreas Bourani – Staub & Fantasie (Produktion, Engineering, Mix)
- 2011: Udo Lindenberg – MTV Unplugged – Live aus dem Hotel Atlantic (Produktion, Engineer, Mix)
- 2013: Christina Stürmer - ich hör auf mein Herz (Mix)
- 2014: The Black Keys - Live im Berliner Postbahnhof (Mix)
- 2014: Andreas Bourani – Hey (Mastering, Produktion, Programmierung)
- 2016: Udo Lindenberg – Stärker als die Zeit (Co-Production, Engineering, Mix, Musician)
- 2017: Michael Patrick Kelly - ID (Mixing)
- 2018: Udo Lindenberg - „MTV Unplugged - Live vom Atlantik“ (Produktion, Mix)
- 2020: Udo Lindenberg - „Mach dein Ding! (OST)“ (Produktion, Mix)
- 2021: Die Prinzen - „Krone der Schöpfung“ (Produktion, Mix)
- 2023: Joy Denalane - Willpower (Recording Engineer)
- 2023: Ibadet Ramadani - Ibadet Ramadani (Co-Produktion, Mix, Musician)
- 2023: Udo Lindenberg - Live 2023 Remaster (Produktion, Mix)

### Singles
- 1998: Liquido – Narcotic (Engineering, Mix)
- 2000: HIM – Right Here in My Arms (Mix)
- 2000: Reamonn – Supergirl (Mix)
- 2004: Guano Apes – Break the Line (Mix)
- 2004: Virginia Jetzt! – Ein ganzer Sommer (Produktion, Engineering, Mix)
- 2005: Madsen – Die Perfektion (Mix, Engineering)
- 2006: Juli – Wir beide (Mix)
- 2007: Sasha – Lucky Day (Mix)
- 2008: Philipp Poisel – Mit jedem deiner Fehler (Mix)
- 2008: Udo Lindenberg – Ganz Anders (Engineering, Mix)
- 2009: Ich + Ich – Pflaster (Co-Produktion, Engineering, Mix)
- 2010: Nena – In meinem Leben (Co-Produktion, Musiker)
- 2011: Andreas Bourani – Nur in meinem Kopf (Produktion, Engineering, Mix)
- 2011: Royseven – We Should Be Lovers (Produktion, Engineering, Mix)
- 2011: Udo Lindenberg feat. Clueso – Cello (Produktion, Engineering, Mix)
- 2012: Roman Lob – Standing Still (Mix)
- 2014: Andreas Bourani – Auf uns (Mix, Bass, Mastering, Percussion, Produzent)
- 2015: Andreas Bourani – Ultraleicht (Mix, Bass, Keyboard, Mastering, Produzent)
- 2016: Udo Lindenberg - Durch die schweren Zeiten, Wenn du gehst,  alles was sie anhat ist ihr Radio (Produktion, Mix)
- 2017: Wincent Weiss - Feuerwerk, Musik sein (Mix)
- 2019: Ätna - Ruining my brain (Mix)
- 2020: Klan feat. MIA - Alles gesagt (Produktion, Mix)
- 2022: Ennio - 140 Grad, Universumsgedanken (Mix)
- 2022: Tokio Hotel - When we were younger (Produktion, Mix)
- 2023: Damona - God gave me a car (Mixing)
- 2023: Das Lumpenpack - Die Nacht (Mix)
- 2023: Tors - Anything can happen (Produktion, Mix, Musician)
- 2023: Angus Powell - Black Water, Wait (Produktion, Mix, Musician, Writing)
- 2023: Christina Stürmer - Ich lebe MTV unplugged (Co-Produktion, Mix)